# Valentina Fiorin
Valentina Fiorin (née le 9 octobre 1984 à Dolo (province de Venise) est une joueuse italienne de volley-ball. Elle mesure 1,85 m et joue réceptionneuse-attaquante. Elle totalise 112 sélections en équipe d'Italie.

## Clubs
| Club                   | Pays   | De        | À         |
| ---------------------- | ------ | --------- | --------- |
| Fossò                  | Italie | 1998-1999 | 1998-1999 |
| VC Padova              | Italie | 1999-2000 | 1999-2000 |
| Club Italia            | Italie | 2000-2001 | 2000-2001 |
| Metodo Vicenza         | Italie | 2001-2002 | 2002-2003 |
| Pineta Guru Ravenna    | Italie | 2003-2004 | 2003-2004 |
| Caoduro Cavazzale      | Italie | 2004-2005 | 2004-2005 |
| Bigmat Chieri          | Italie | 2005-2006 | 2006-2007 |
| Foppapedretti Bergamo  | Italie | 2007-2008 | 2007-2008 |
| RC Cannes              | France | 2008-2009 | 2009-2010 |
| Spes Volley Conegliano | Italie | 2010-2011 | 2010-2011 |
| Ageo Medics            | Japon  | 2011-2012 | 2011-2012 |
| Imoco Volley           | Italie | 2012-2013 | …         |

## Palmarès

### Équipe nationale
- Grand Prix mondial
  - Finaliste : 2004, 2005.
- Championnat d'Europe (1)
  - Vainqueur : 2007.

### Clubs
- Supercoupe d'Italie
  - Vainqueur : 2001.
  - Finaliste : 2013.
- Coupe d'Italie (1)
  - Vainqueur : 2008.
- Championnat de France (2)
  - Vainqueur : 2009, 2010.
- Coupe de France (2)
  - Vainqueur : 2009, 2010.
- Championnat d'Italie
  - Finaliste : 2013.